# شاي كولين
شاي كولين (بالإنجليزية: Shay Cullen)‏ هو كاهن كاثوليكي أيرلندي، ولد في 27 مارس 1943 في دبلن في جمهورية أيرلندا.